# Leucospis bioculata
Leucospis bioculata är en stekelart som beskrevs av Boucek 1974. Leucospis bioculata ingår i släktet Leucospis och familjen Leucospidae. Inga underarter finns listade i Catalogue of Life.